# Bitwa o Opole
Bitwa o Opole – jedno ze starć Armii Czerwonej ze znajdującym się w odwrocie niemieckim Wehrmachtem, prowadzone w ramach operacji wiślańsko-odrzańskiej, zakończone 24 stycznia 1945 zdobyciem Opola przez wojska 1 Frontu Ukraińskiego dowodzonego przez marszałka Iwana Koniewa.

## Niemieckie przygotowania
Zatrzymanie wojsk radzieckich na linii Wisły dało Niemcom czas na budowę systemu umocnień na terenie pomiędzy tą rzeką a Odrą. Opole znajdowało się w pasie linii obronnej „d”, obejmującej przedwojenny system umocnień stałych. Skrzydło południowe tego pasa, oznaczone jako „pozycja odrzańska”, ciągnęło się wzdłuż brzegów Odry po Racibórz. Głównymi punktami oporu były miasta-twierdze Wrocław, Głogów i Opole oraz pomniejsze: Ścinawa, Brzeg, Koźle i Racibórz. 
Ofensywa Armii Czerwonej znad Wisły rozpoczęła się 12 stycznia 1945 (jej ostateczny termin został przyspieszony na prośbę aliantów zachodnich). Już 19 stycznia pierwsze jednostki 1 Frontu Ukraińskiego przekroczyły przedwojenną granicę polsko-niemiecką i 22 stycznia 1945 dotarły do rzeki Odry i Opola. Aby osiągnąć rubież Odry i Opola przełamały pięć kolejnych linii bronionych przez wojska Grupy Armii A.
Opole, jako miasto-twierdza, było otoczone podwójnym pierścieniem umocnień i przygotowane do obrony w okrążeniu. Według koncepcji Hitlera miasta-twierdze miały angażować znaczne siły Armii Czerwonej, które będą zmuszone do zdobywania ich za wszelką cenę, by uzyskać dostęp do znajdujących się w nich węzłów komunikacyjnych i łącznościowych. Opuszczając Opole, feldmarszałek Ferdinand Schörner rozkazał dowództwu garnizonu bronić miasta do ostatniego żołnierza.

## Twierdza Opole
Wokół Opola powstały dwa pierścienie umocnień, z których zewnętrzny o długości około 85 km miał za zadanie niedopuszczenie do bezpośredniego ostrzału miasta ogniem artylerii polowej. Pierścień ten rozciągnięto wzdłuż Małej Panwi, obejmując Ozimek, Daniec, Dąbrowice, Falmirowice, Malinę, Chrzowice, Chrząszczyce, Komprachcice, Chróścinę i Wrzoski. Wzmocnienie pierścienia były betonowe schrony bojowe z dwuosobową załogą, chronioną przez zasieki z drutu kolczastego i rowy przeciwczołgowe.
W samym Opolu przekształcono niektóre kamienice w silne punkty oporu, zabarykadowano ulice przelotowe oraz zbudowano bunkry i schrony przeciwlotnicze, a także prowizoryczny pas startowy dla samolotów Luftwaffe.
Do obrony twierdzy przewidziano jej załogę wzmocnioną o 3 dywizje piechoty, planując obronę przez okres roku. Na taki też okres przygotowano dla wojska zapasy.
Już w grudniu 1944 r. Opole stało się celem ataków lotniczych. 2 i 12 grudnia miały miejsce mniejsze ataki lotnicze, a 18 grudnia miał miejsce duży nalot, w wyniku którego uszkodzone zostały domy na obecnym Zaodrzu, Starym Mieście i na Ostrówku.

## Ewakuacja ludności cywilnej
14 stycznia ogłoszono stan podwyższonego pogotowia alarmowego. 17 stycznia rozpoczęto pierwszą ewakuację cywilnej ludności miasta, która jednak była spóźniona i prowadzona opieszale. W ciągu kolejnych dni opuściło wówczas miasto ok. 59 z 60 tysięcy mieszkańców. Ewakuowano także jeńców z obozu w Łambinowicach, osadzonych z miejskiego więzienia i obozów pracy przymusowej.
Komendant twierdzy Opole, płk Friedrich Albrecht von Pfeil, nie widząc możliwości długotrwałej obrony miasta, popełnił samobójstwo w nocy z 21 na 22 stycznia. Wieczorem 22 stycznia załogę twierdzy operacyjnie podporządkowano dowódcy 4 Armii Pancernej, gen. Fritzowi Gräserowi. Gräser anulował rozkaz o obronie twierdzy do ostatniego żołnierza, dopuszczając możliwość opuszczenia prawobrzeżnej część miasta. Nowym komendantem twierdzy opolskiej został płk Lothar Berger.

## Ordre de Bataille Armia Czerwona
22 i 23 stycznia do Opola dotarły wojska Armii Czerwonej, obejmujące:
- 3 Armia Pancerna Gwardii
  - 6 Korpus Pancerny Gwardii
  - 7 Korpus Pancerny Gwardii
- 5 Armia Gwardii
  - 34 Korpus Strzelecki Gwardii
    - 15 Dywizja Stzelecka Gwardii
    - 58 Dywizja Strzelecka Gwardii
    - 118 Dywizja Strzelecka
- 21 Armia
  - 117 Korpus Strzelecki Gwardii

Jednocześnie rozpoczęła się przeprawa przez Odrę w rejonie wsi Żelazna.

## Walki o Opole i konsekwencje
23 stycznia oddziały niemieckie wysadziły dwa mosty drogowe przez Odrę, co skomplikowało sytuację obrońców na wschodnim brzegu. Doszło także do pierwszych walk w obrębie wewnętrznego pierścienia, m.in. pod Zakrzowem i Groszowicami oraz wzdłuż linii kolejowej Kluczbork-Opole.
Rozpoczęły się natomiast działania niemieckie dążące do konsolidacji obrony na Odrze, bowiem już w nocy 23 na 24 stycznia wojska 117 Korpusu Strzeleckiego opanowały Nową Wieś Królewską i wdarły się do centrum miasta, zdobywając m.in. dworzec Opole Główne. Rano 24 stycznia prawobrzeżna część Opola była całkowicie opanowana. Do południa opanowały one również Bolko. W walkach uczestniczyła 120 Dywizja Strzelecka, dowodzona przez gen. Iwana Goworowa, czy 22 Gwardyjska Brygada Piechoty Zmotoryzowanej, dowodzona przez płk. Chamzię Bogdanowa. Tylko brygada Bogdanowa wzięła do niewoli około 500 jeńców, zdobyła 24 magazyny z amunicją, sprzętem bojowym i żywnością, zniszczyła 23 czołgi i działa szturmowe. 
Pomimo zdobycia miasta przez Armię Czerwoną Niemcy w kilku punktach kontynuowali opór, którym od 2 lutego dowodził mjr Matthias Wensauer. Walki we wspomnianych punktach trwały do 19 marca 1945. Ostatecznie w wyniku wymiany ognia między wojskami niemieckimi a radzieckimi miasto zostało prawie całkowicie wyludnione oraz zniszczone w około 60%. Największych zniszczeń doznało zabytkowe śródmieście, port i węzeł kolejowy. Opole zostało przekazane Polakom reprezentowanym przez Henryka Janusa 24 marca 1945 przez radziecką komendanturę miasta.   